# 滴答屋
《滴答屋》（英語：The House with a Clock in Its Walls）是一部於2018年上映的美國奇幻電影，由艾利·羅斯執導，埃里克·克萊普克編劇，電影改編自約翰·貝爾萊爾斯的同名小說。由傑克·布萊克、凱特·布蘭琪、凱爾·麥克拉蘭、歐文·瓦卡羅、芮妮·伊莉斯·古思貝瑞和桑尼·蘇爾迪奇主演。
《滴答屋》於2018年9月21日由環球影業發行。

## 劇情
故事敘述一名小男孩和他的舅舅一起住在一棟時常發出奇怪聲音的老房子中，該房子原主人在從軍時意外遇到惡魔，且學習到黑魔法，並打算利用魔法時鐘將時間倒轉來忘記從軍時所見到的恐怖畫面，同時也讓地球上的人類消失，男主角決定對抗原屋主的企圖。

## 演員
- 傑克·布萊克 飾 強納森·巴納菲爾德
- 凱特·布蘭琪 飾 佛蘿倫絲·齊默爾曼
- 歐文·瓦卡羅（英语：Owen Vaccaro） 飾 路易斯·巴納菲爾德
- 芮妮·伊莉斯·古思貝瑞（英语：Renée Elise Goldsberry） 飾 賽琳娜·伊扎德
- 桑尼·蘇利奇（英语：Sunny Suljic） 飾 塔比·科瑞根
- 凱爾·麥克拉蘭 飾 艾薩克·伊扎德
- 柯琳·坎普（英语：Colleen Camp） 飾 漢蘭琪夫人
- 蘿蘭莎·伊柔 飾 巴納菲爾德太太
- 凡妮莎·安·威廉絲 飾 蘿絲·麗塔·帕廷格

## 製作

### 拍攝
主體攝影於2017年10月10日進行。

## 發行
《滴答屋》定於2018年9月21日由環球影業發行。

### 評價
《滴答屋》整體獲得的評價褒貶不一。爛番茄根據221條評論，持有65%的新鮮度，平均得分6／10。在Metacritic上，電影獲得了57分。據CinemaScore的調查，觀眾的評價在A+至F間落於「B+」。

### 票房
在美國和加拿大，《滴答屋》與《暗殺國度》、《生命中的美好意外》及《華氏11/9》共同上映並競爭，外界預估《滴答屋》在首映週末能從3592間戲院中取得1500萬至2000萬美元的票房。該片在首日賺取了780萬美元（包括週四晚間先行場的84萬美元）。《滴答屋》於美國首週開出2690萬美元的票房，位居當週票房冠軍，這在當時也是羅斯執導的電影中最高的首週成績。
中国大陆票房1904万人民币。
| 上一届： 《終極戰士：掠奪者》 | 2018年美國週末票房冠軍 第38週 | 下一届： 《夜校》 |

## 外部連結
- 互联网电影数据库（IMDb）上《滴答屋》的资料（英文）
- Box Office Mojo上《滴答屋》的資料（英文）
- 爛番茄上《滴答屋》的資料（英文）
- AllMovie上《滴答屋》的资料（英文）
- Metacritic上《滴答屋》的資料（英文）
- 開眼電影網上《滴答屋》的資料（繁體中文）
- 豆瓣电影上《滴答屋》的資料 （简体中文）
- 时光网上《滴答屋》的資料（简体中文）